# Podhradní Lhota (železniční zastávka)
Podhradní Lhota (do 12. prosince 2021 Rajnochovice) je železniční zastávka s nákladištěm v km 46,8 trati Kojetín – Valašské Meziříčí, mezi stanicemi Kunovice-Loučka a Osíčko, přibližně 1,5 kilometru od stejnojmenné obce, na adrese Podhradní Lhota 77.
Provoz na zastávce s původním názvem Rajnochovice byl zahájen 1. června 1888.
Zastávka nezajišťuje odbavení, odbavení cestujících se provádí ve vlaku. V roce 2021 proběhla rekonstrukce vybavení zastávky; byl přidán přístřešek a nástupiště opraveno na výšku 550 mm, umožňující bezbariérový přístup. Na vedlejší koleji má stanice nákladiště s boční rampou.
Ze stanice vede zelená turistická trasa KČT přes Podhradní Lhotu a Kelčský Javorník (s krátkými značenými odbočkami na zříceniny hradů Šaumburk a Nový Šaumburk) do Loukova.
Kolem zastávky vede i značená cyklistická trasa číslo 5034 Fryšták–Kelč.
V roce 2021 schválil Drážní úřad změnu názvu zastávky na Podhradní Lhota, k čemuž došlo 12. prosince téhož roku se změnou jízdního řádu.
Během jízdního řádu 2023/24 zde drtivá většina vlaků zastavovala na znamení. Zastupitelstva obcí Rajnochovice, Podhradní Lhota a Komárno s tímto (i s jinými změnami) nesouhlasily, vydaly tedy petici. Dle ní je zastávka spádová pro pět různých obcí; krátké přestupní časy z autobusové dopravy navíc často znamenaly ujíždění vlakových spojů – strojvedoucí dobíhající cestující totiž nemuseli vidět, přičemž nezastavovali.
Od jízdního řádu 2024/25 bylo zastavování na znamení po upomínkách obcí zrušeno.